# Proceso de destitución

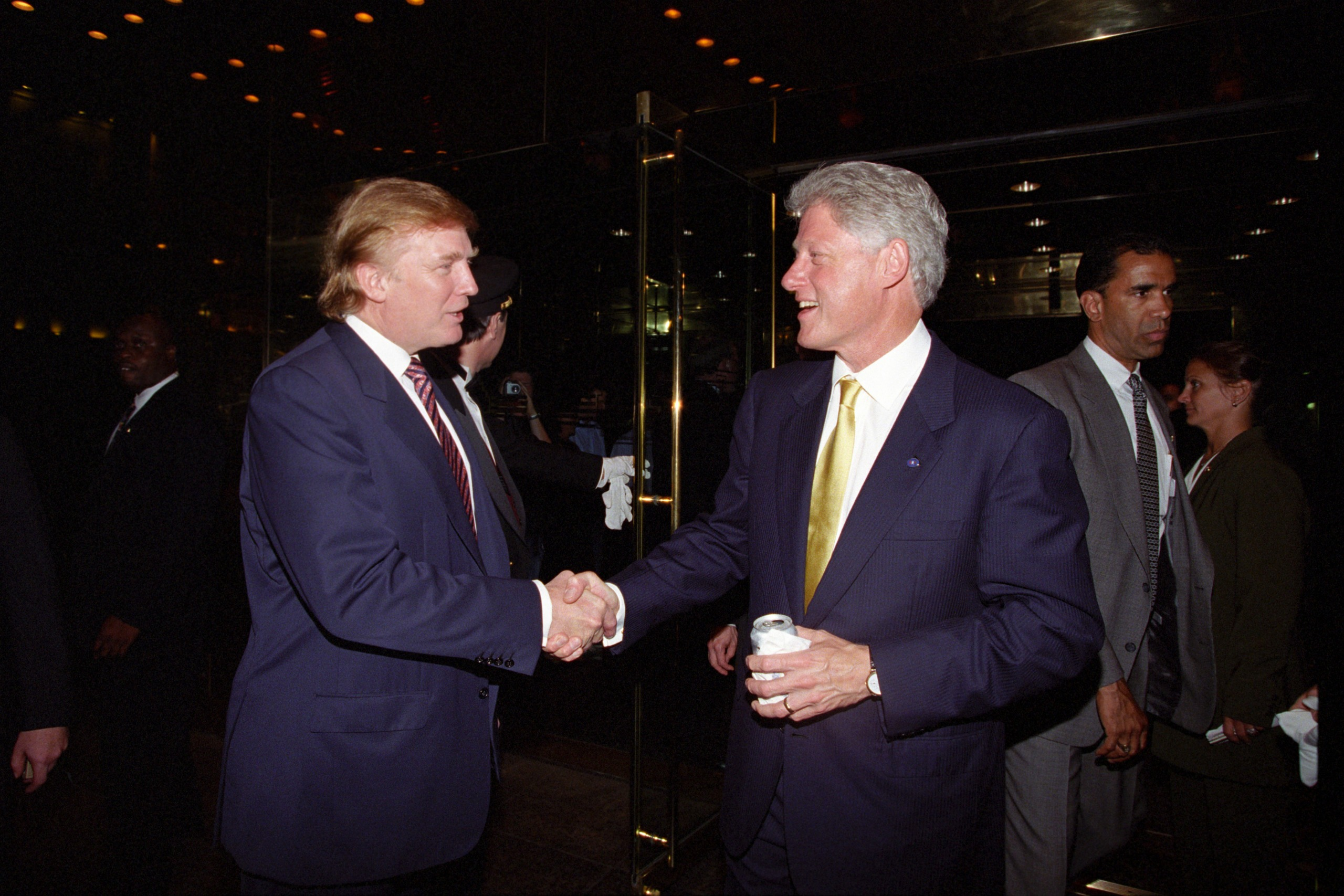
Bill Clinton (a la derecha) y Donald Trump en la Torre Trump en 2000. Ambos presidentes fueron investigados y enviados a juicio por la Cámara de Representantes de los Estados Unidos (el primero en 1998 y el segundo en 2019 y 2021) y absueltos por el Senado. Trump es el único presidente sometido dos veces al proceso en la historia de los Estados Unidos.

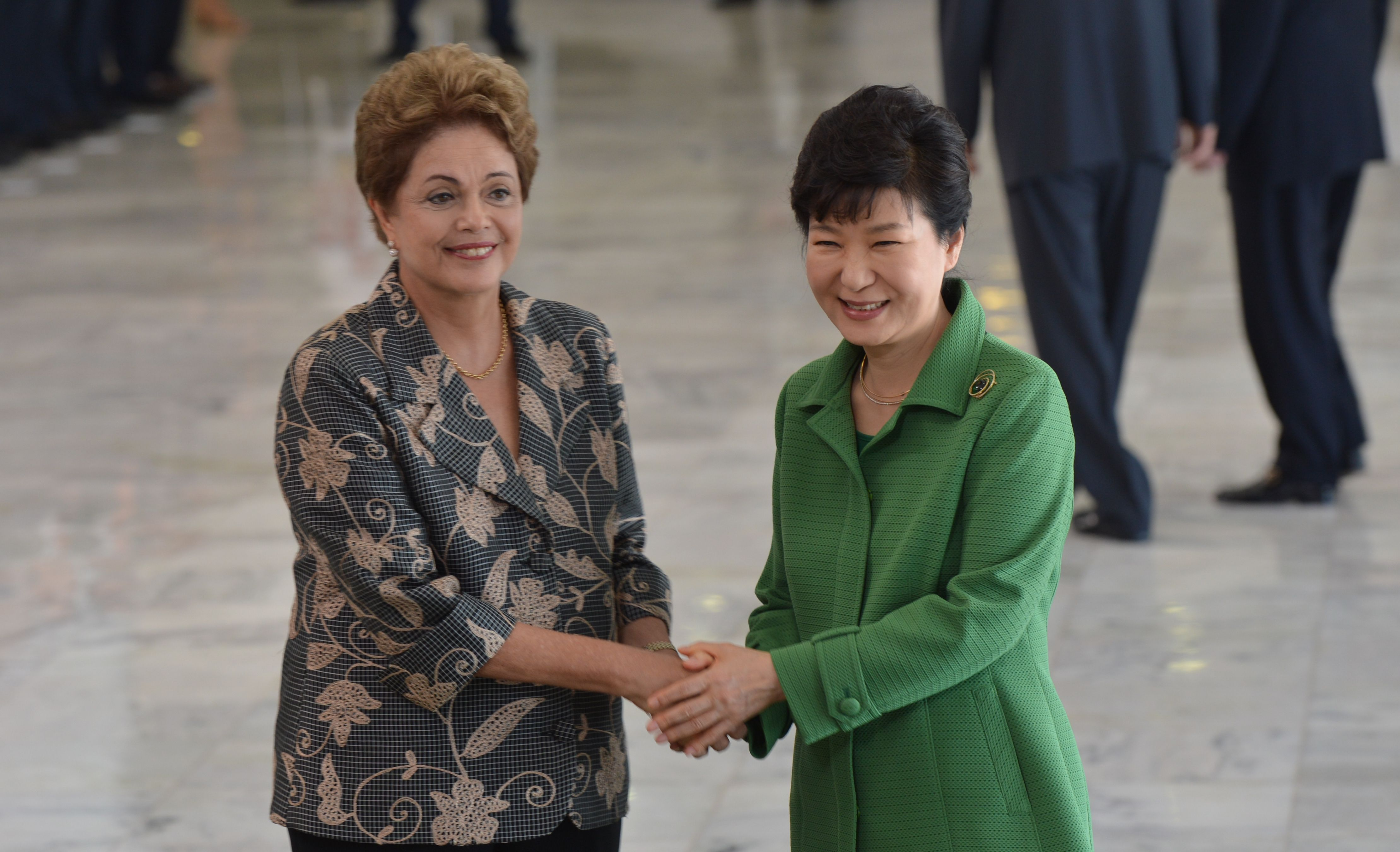
La presidenta brasileña Dilma Rousseff junto su par surcoreana Park Geun-hye en una visita de Estado en 2015. Ambas fueron juzgadas y destituidas al año siguiente.

Un proceso de destitución (o simplemente destitución), juicio político, impeachment (pronunciado en inglés /ɪmˈpiːtʃmənt/ⓘ), procedimiento de destitución, juicio de desafuero o proceso político designa una figura del derecho en países con un modelo de gobierno presidencialista —tanto en países anglosajones como Estados Unidos como en aquellos basados en el derecho continental— por la que se puede hacer efectivo el principio de responsabilidad de los servidores o funcionarios públicos, particularmente de los más altos cargos o autoridades —jefes de Estado, jefes de Gobierno, ministros, magistrados de los tribunales superiores de justicia, generales o almirantes de las fuerzas armadas—, que se realiza ante el Parlamento o Congreso. La condena o declaración de culpabilidad del acusado puede ocasionar su destitución e incluso su inhabilitación para funciones similares, autorizar que sea juzgado por los tribunales ordinarios de justicia o tener efectos meramente políticos. En cualquier caso, la sanción o sus efectos depende de la Constitución del país.
En el ámbito anglosajón, se refiere a la acusación o impugnación y suele ser el inicio de un proceso de enjuiciamiento político (generalmente en la Cámara Baja) y posteriormente juicio del acusado (en la Cámara Alta). El individuo que ha sido objeto de un proceso de destitución deberá hacer frente a la posibilidad de ser condenado por una votación del órgano legislativo, lo cual ocasionaría su destitución e inhabilitación para funciones similares. Así, por ejemplo, aunque Bill Clinton fue objeto de impeachment, no fue depuesto del cargo ya que fue exonerado por el Senado.
En América Latina es típico de sus sistemas presidencialistas y su origen está vinculado al mencionado impeachment del derecho anglosajón y al juicio de residencia del derecho indiano. Otros nombres con los que se conoce al proceso en el mundo hispano son procedimiento de destitución, proceso de revocación del mandato, moción de censura,  impugnación, proceso político, juicio de desafuero, juicio público,  residenciamiento, impedimento, remoción, deposición, acusación pública, acusación constitucional, acusación en juicio político, vacancia o reprobación.

## Etimología deimpeachment
La palabra impeachment proviene del inglés medio empēchement, que, según el Middle English Dictionary, significaba ‘estorbo’ (hindrance), ‘impedimento’ (impediment), ‘obstáculo’ (obstacle), ‘obstrucción’ (obstruction), ‘acusación legal o cargo’ (legal accusation or charge), ‘acto de cuestionar o desacreditar’ (act of calling into question or discrediting), ‘impugnación de un reclamo o derecho’ (challenge to a claim or right). Este vocablo tiene dos posibles orígenes:
1. Del inglés medio empechen, empeschen, empesche, enpechen, impechen ‘hacer que se atasque’ (to cause to get stuck), ‘encallar un barco’ (of a ship: to run aground), ‘bloquear, obstruir’ (to block, obstruct), ‘obstaculizar, impedir’ (to hinder, impede), ‘prevenir, interferir con, dañar’ (to prevent; to interfere with, harm), ‘criticar, menospreciar’ (to criticize, disparage), ‘presentar cargos contra’ (to bring charges against), ‘acusar formalmente de traición u otro delito grave’ (to formally accuse of treason or another high crime) → del anglonormando empecher → del francés antiguo empechier, empeechier.[11] Se añade el sufijo -ment, que forma sustantivos de acción, sustantivos concretos y sustantivos que indican un resultado o una condición o estado.
2. Directamente del francés antiguo empechement, empeechement, empeschement ‘obstáculo’ (obstacle), de empeechier ‘encadenar, obstaculizar’ (to fetter; to hinder), empescher ‘inhibir, prevenir’ (to inhibit, prevent) + -ment. En el francés moderno permanece como empêchement ‘impedimento, obstáculo’ (impediment, obstacle).[12][13]

De acuerdo al Oxford English Dictionary, las voces empechier, empeechier y empescher en francés antiguo (así como el francés moderno empêcher ‘prevenir’ [to prevent]) derivan del latín tardío impedicāre ‘atrapar, enredar’ (to catch; to entangle), presente infinitivo activo del latín impedicō ‘enredar, encadenar’ (to entangle; to fetter), a partir de im- (variante de in-) + pedica ‘grillos, grillete, lazo, trampa’ (fetter, shackle; snare, trap), de pēs ‘pie’ (foot), en última instancia, surgido del protoindoeuropeo *ped-  ‘pisar, caminar, caer, tropezar’ (to step, walk; to fall, stumble) + la partícula de tercera declinación -ō. La misma obra advierte que en las definiciones de accusation, charge («acusación, cargo») y accusation and prosecution of a person of treason of other high crime or misdemeanour before a competent tribunal («acusación y enjuiciamiento de una persona de traición de otro delito grave o delito menor ante un tribunal competente»), la voz impeachment era relacionada con el latín medieval impetītio, a partir de impetere, presente infinitivo activo de impetō ‘asaltar, atacar, apresurarse’ (to assail, attack, rush upon); sin embargo, ambas palabras no tienen conexión etimológica.

## Historia
El impeachment es una antigua institución del common law que surgió en el siglo XIV en Inglaterra, una monarquía parlamentaria donde la Corona nunca podía ser procesada en casos penales o civiles. Esta inviolabilidad real se expresaba con el popular aforismo «el rey no puede actuar ilegalmente» (the king can do no wrong en inglés, rex non potest peccare en latín),  protección que se extendía a los agentes de la Corona, por lo que era imposible en ese momento presentar un cargo contra la Corona en la corte del monarca (tribunal de justicia ordinaria). El impeachment era una elusión de esta regla: se podía presentar una apelación ante el king in parliament (formación política del Curia Regis). Cuando el agente del rey estaba causando daño a los súbditos, mientras ejercía sus poderes en nombre del soberano, el monarca podía juzgar a su ministro. De esta manera, en 1376 el Parlamento acusó de corrupción e incapacidad a algunos ministros del rey Eduardo III y su amante Alice Perrers. Pronto surgió la idea de que se podía criticar la política del rey mediante una imputación ficticia de responsabilidad: se suponía que el agente del rey lo había desaconsejado cuando estaba tomando su decisión.
Durante el reinado de Eduardo IV el recurso de impeachment cayó en desuso y fue suprimido a la llegada de los reyes Tudor. Cuando Jacobo I quiso restablecer la monarquía absoluta en 1621, Edward Coke, líder de la oposición parlamentaria, redescubrió los procedimientos. Debido a que el rey puede juzgar a su ministro durante el king in parliament, Coke reconoció el riesgo de que el monarca fuese juez y parte en el proceso. Desde el momento en que Jacobo I aceptó no presidir el juicio, la oposición parlamentaria pudo sistematizar los ataques contra él y su política a través de sus ministros, sin que el rey tuviese ningún poder de control o fuese capaz de defenderse. El uso del impeachment se convirtió en un arma política que a largo plazo cambió la distribución del poder entre el Parlamento y el rey. Lentamente, el régimen monárquico moderado se transformó a lo largo de las revoluciones en un sistema parlamentario con la aparición de la responsabilidad política del gobierno ante el Parlamento —en 1782, los parlamentarios obtuvieron la renuncia colectiva del gobierno dirigido por Frederick North—, que desvaneció el poder real antes de la era victoriana (1824-1834).

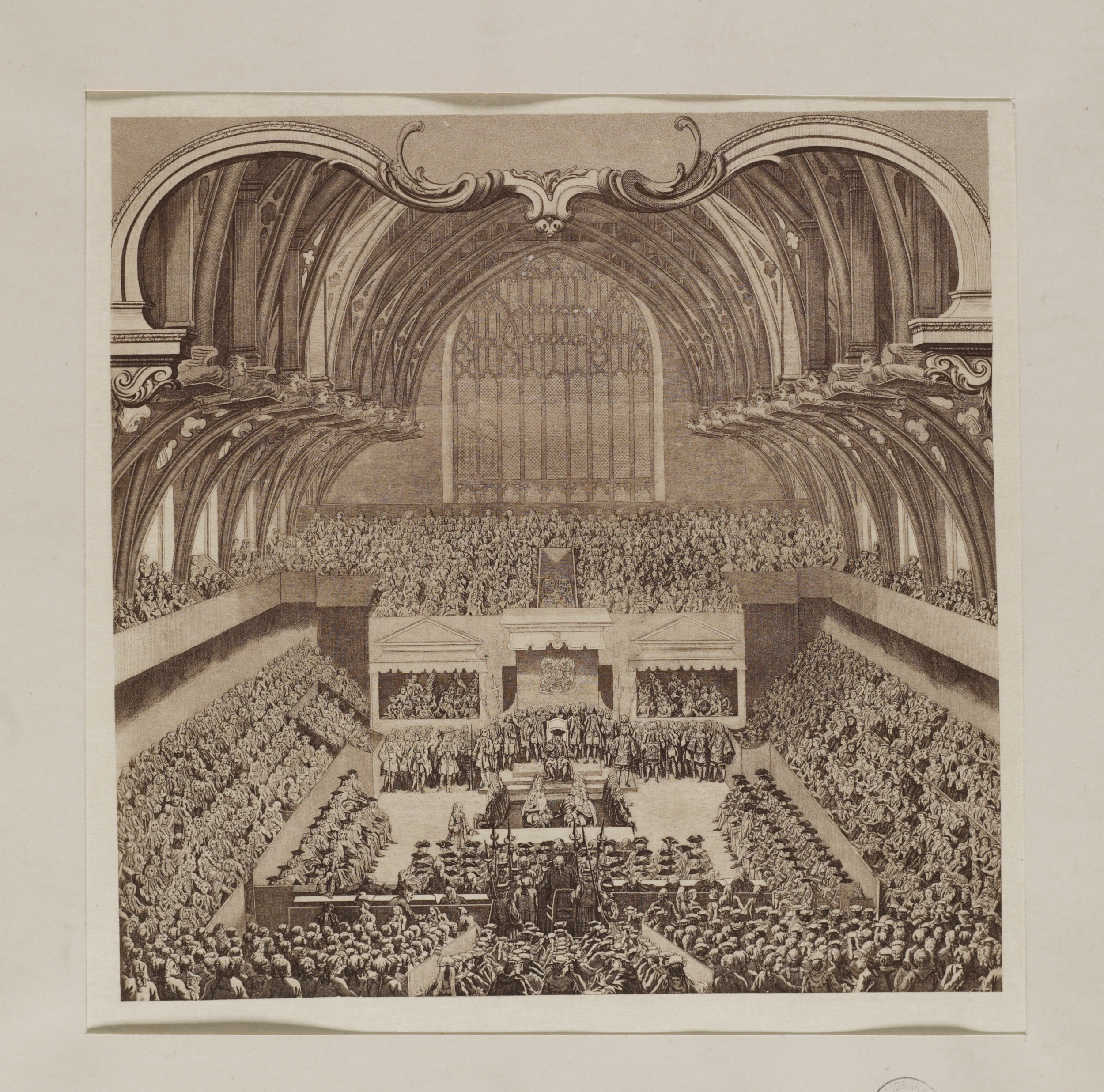
Juicio de Simon Fraser de Lovat (marzo de 1747) por «traición a la Corona» en su cambio de lealtad a la causa jacobita durante la batalla de Culloden. El proceso se realizó en Westminster Hall, la parte más antigua del edificio que data del. Fue sentenciado a muerte.

El hostigamiento sistemático por parte del gabinete (de 1670 a 1680) también condujo a la creación de una oposición permanente dentro del Parlamento, favorable de la política del rey y opuesta al impeachment llevado a cabo por opositores contra los ministros leales a la Corona: la aparición de partidos políticos. Para protegerse de estos ataques sistémicos, el rey compró un grupo de apoyo permanente para sus fines. Si bien inicialmente había alrededor de treinta personas afines a Carlos II durante el ministerio de Henry Danvers (1673-1679), la corrupción se extendió entre 1721 y 1742: un tercio de las Cámaras, así como los votantes, aceptaron sobornos mientras Robert Walpole era ministro principal. Este último, bajo la crítica de la oposición dirigida por Henry St John —quien apoyaba una estricta separación de poderes y un sistema presidencial—, desarrolló la teoría de una separación flexible de poderes, en el que el rey y su gobierno podían recibir apoyo de los parlamentarios. Al mismo tiempo (entre las dos revoluciones inglesas), la responsabilidad de los ministros se transformó: mientras que antes era personal y criminal —con mayor frecuencia, resultaba en una pena de muerte si se perdía el juicio ante el Parlamento—, el impeachment sistemático la convirtió en responsabilidad  política —el ministro responde por sus actos ante el Parlamento—, para quienes ostentan el gobierno en su conjunto (aparición del sistema parlamentario). Además, la Cámara de los Lores sostenía originalmente que el impeachment únicamente podía aplicarse a los miembros de la nobleza, quienes solo serían juzgados por sus pares, mientras que los plebeyos (en la Cámara de los Comunes) harían lo suyo con sus pares —otros plebeyos— en un jurado. No obstante, en 1681, los comunes declararon que tenían el derecho de acusar a cualquiera y los lores han respetado dicha resolución. Los funcionarios públicos que ocupaban su cargo «durante un buen comportamiento» (during good behaviour) podían ser cesados por mandamiento judicial de quo warranto o scire facias, edictos que incluso fueron empleados por y contra jueces de buena posición.
Los partidarios de St John se exiliaron principalmente en las Trece Colonias, lo que explica en parte el establecimiento del sistema presidencial al conseguir la independencia. Conscientes del proceso por el cual, en 1649, Carlos I fue juzgado ante el «Parlamento Rabadilla» del Nuevo Ejército Modelo, los delegados a la Convención Constitucional de 1787 decidieron incluir un procedimiento de destitución en el artículo II sección 4 de la Constitución de Filadelfia, que podría aplicarse a cualquier funcionario del gobierno; mencionaron explícitamente al presidente para asegurarse de que no hubiera ambigüedad. Sin embargo, diferían las opiniones sobre las razones por las cuales el Congreso podía iniciarlo. Los borradores iniciales enumeraban solo la traición y el cohecho, pero George Mason era partidario de la destitución por «mala administración» (maladministration). James Madison argumentó que el proceso debería invocarse solo en caso de conducta criminal y que un estándar de mala administración significaría efectivamente que el presidente estaría a merced del Senado. Entonces, los delegados adoptaron una versión de compromiso, ideada por Mason, que estableció la acusación por «traición, cohecho u otros delitos y faltas graves» (Treason, Bribery, or other high Crimes and Misdemeanors) y que la condena del Senado requiere el apoyo de una mayoría de dos tercios de los senadores presentes.
En América Latina, el juicio de residencia de la época colonial, que tenía por objeto conocer el desempeño de los funcionarios públicos, fue incorporado a las cartas magnas de la nuevas repúblicas y, con el tiempo, tomó elementos del impeachment estadounidense, lo que creó instrumentos para hacer efectiva la responsabilidad constitucional del gobierno.

## Funcionamiento en distintas jurisdicciones

### Alemania
La Dieta Federal (Bundestag) y el Consejo Federal (Bundesrat) pueden acusar al presidente si ha violado deliberadamente la ley federal. Si la Dieta Federal o el Consejo Federal aprueban el proceso contra el presidente, el caso pasa al Tribunal Constitucional Federal, que decidirá si el presidente es culpable de los cargos y, si confirma la resolución, lo destituirá. Dicho órgano también tiene el poder de cesar a los jueces federales que hayan quebrantado intencionalmente los principios básicos de la Ley Fundamental de Alemania o una Constitución estatal. El procedimiento de juicio político está regulado en el artículo 61 de la Ley Fundamental.
No existe un proceso formal de destitución para el canciller; sin embargo, la Dieta Federal puede reemplazarlo en cualquier momento votando en una moción de censura constructiva (artículo 67), evento que solo ha ocurrido en 1972 y 1982 (la segunda es la única que tuvo éxito, con la salida de Helmut Schmidt y elección de Helmut Kohl). Junto con el canciller depuesto, cesan los ministerios federales, aunque el presidente puede solicitar que continúen provisionalmente hasta la designación de un sucesor (artículo 69).

### Argentina
La Constitución de la Nación Argentina establece en su artículo 53 la potestad a la Cámara de Diputados de acusar ante el Senado «al presidente, vicepresidente, al jefe de gabinete de ministros, a los ministros y a los miembros de la Corte Suprema, en las causas de responsabilidad que se intenten contra ellos, por mal desempeño o por delito en el ejercicio de sus funciones; o por crímenes comunes, después de haber conocido de ellos y declarado haber lugar a la formación de causa por la mayoría de dos terceras partes de sus miembros presentes».
El presidente de la Corte Suprema de Justicia dirige el Senado en el juicio al jefe de Estado. En el caso de que el Senado decida por la mayoría de dos tercios de votos sobre todos los cargos antes mencionados o sobre alguno de ellos (artículo 59), se declarará al acusado incurso en la destitución de su empleo, conforme al artículo 60 de la Constitución:

Su fallo no tendrá más efecto que destituir al acusado, y aun declararle incapaz de ocupar ningún empleo de honor, de confianza o a sueldo en la Nación. Pero la parte condenada quedará, no obstante, sujeta a acusación, juicio y castigo conforme a las leyes ante los tribunales ordinarios.

Aunque el procedimiento se incorporó a la Constitución de 1819, el primer caso de un juicio político fue el de Juan Palma, juez federal de Mendoza, cuya acusación fue rechazada y la causa terminó con la «absolución» en 1866. Desde entonces, solamente se han destituido por este procedimiento a jueces de la Corte Suprema de Justicia o tribunales interiores del poder judicial federal. Estos últimos fueron excluidos de juicio político en el Congreso por la reforma constitucional de 1994, ya que en adelante sus casos se examinarían en el Jurado de Enjuiciamiento de Magistrados (artículos 53 y 115).
De 1999 a 2018, la Comisión de Juicio Político de la Cámara de Diputados recibió 231 pedidos de juicio político, la gran mayoría por la causal de mal de desempeño del cargo: por ejemplo, Cristina Fernández de Kirchner recibió siete de estas denuncias durante su mandato, Mauricio Macri tuvo dos y una ministra de su Gobierno, Patricia Bullrich, siete. Casi todas las causas han sido desechadas por la comisión y la última vez que el Congreso destituyó a funcionarios mediante juicio político fue en 2003, al comienzo de la presidencia de Néstor Kirchner, en un proyecto iniciado por Eduardo Duhalde contra cinco jueces de la Corte Suprema por presunta corrupción: tres de ellos renunciaron durante el proceso, mientras que los otros dos (Eduardo Moliné O'Connor y Antonio Boggiano) terminaron destituidos por el Senado.

### Austria
De acuerdo con el artículo 142 de la Ley Constitucional Federal de Austria, el Parlamento puede presentar la llamada «acusación ministerial» (Ministeranklage) contra el presidente o los otros órganos administrativos superiores, como el canciller, miembros de los ministerios federales, gobiernos estatales y consejos provinciales ante el Tribunal Constitucional, cuya condena es la destitución el cargo y, en circunstancias particularmente agravantes, perder los derechos políticos —como el derecho a presentarse a las elecciones—; en caso de violaciones menores de la ley, el Tribunal Constitucional puede limitarse a determinar que ha habido una infracción.
La Ley Constitucional Federal establece en el artículo 60 párrafo 6 que el presidente puede ser removido por referéndum, que se lleva a cabo si la Asamblea Federal (Bundesversammlung) así lo solicita. Para este propósito, el canciller convocará a la Asamblea Federal si el Consejo Nacional (Nationalrat) ha resuelto dicha solicitud. La decisión del Consejo Nacional requiere la presencia de al menos la mitad de los miembros y una mayoría de dos tercios de los votos emitidos. Tal decisión del Consejo Nacional impide al presidente ejercer más su cargo. El rechazo a la destitución en el referéndum se considera la nueva elección del presidente y tiene como resultado la disolución y nuevos comicios del Consejo Nacional. También en este caso, el mandato completo del presidente no puede exceder los doce años.

### Bolivia
El juicio de responsabilidades es un proceso político-jurídico para determinar la responsabilidad de los altos servidores públicos del órgano ejecutivo y del órgano judicial del Estado boliviano.
La Constitución Política del Estado establece que el presidente y vicepresidente del Estado, los magistrados del Tribunal Supremo de Justicia, Tribunal Constitucional, Tribunal Agroambiental, Consejo de la Magistratura y el fiscal general del Estado pueden ser juzgados por la comisión de delitos en el ejercicio de sus cargos, resultando en la inhabilitación o prohibición para el ejercicio de un cargo, sanción penal y civil o absolución.
En el proceso contra el presidente y vicepresidente del Estado, el Tribunal Supremo de Justicia es el tribunal que los juzga, previa autorización de al menos dos tercios de la Asamblea Legislativa y requerimiento acusatorio formulado por el fiscal general del Estado. 
La Constitución boliviana en su Artículo 184 establece como una de las atribuciones del Tribunal Supremo de Justicia la siguiente:

4. Juzgar, como tribunal colegiado en plena y en única instancia la Presidenta o al Presidente del Estado, o a la Vicepresidenta o al Vicepresidente del Estado, por delitos cometidos en el ejercicio de su mandato.

En el caso de los miembros del Tribunal Supremo de Justicia, Tribunal Constitucional, Tribunal Agroambiental, Consejo de la Magistratura y Ministerio Público, la Cámara de Diputados acusa ante la Cámara de Senadores para su posterior juzgamiento.
La Ley 044 de 8 de octubre de 2010 y sus modificaciones siguientes regula la sustanciación y formas de resolución de los juicios de responsabilidades a los servidores públicos enunciados.

### Brasil

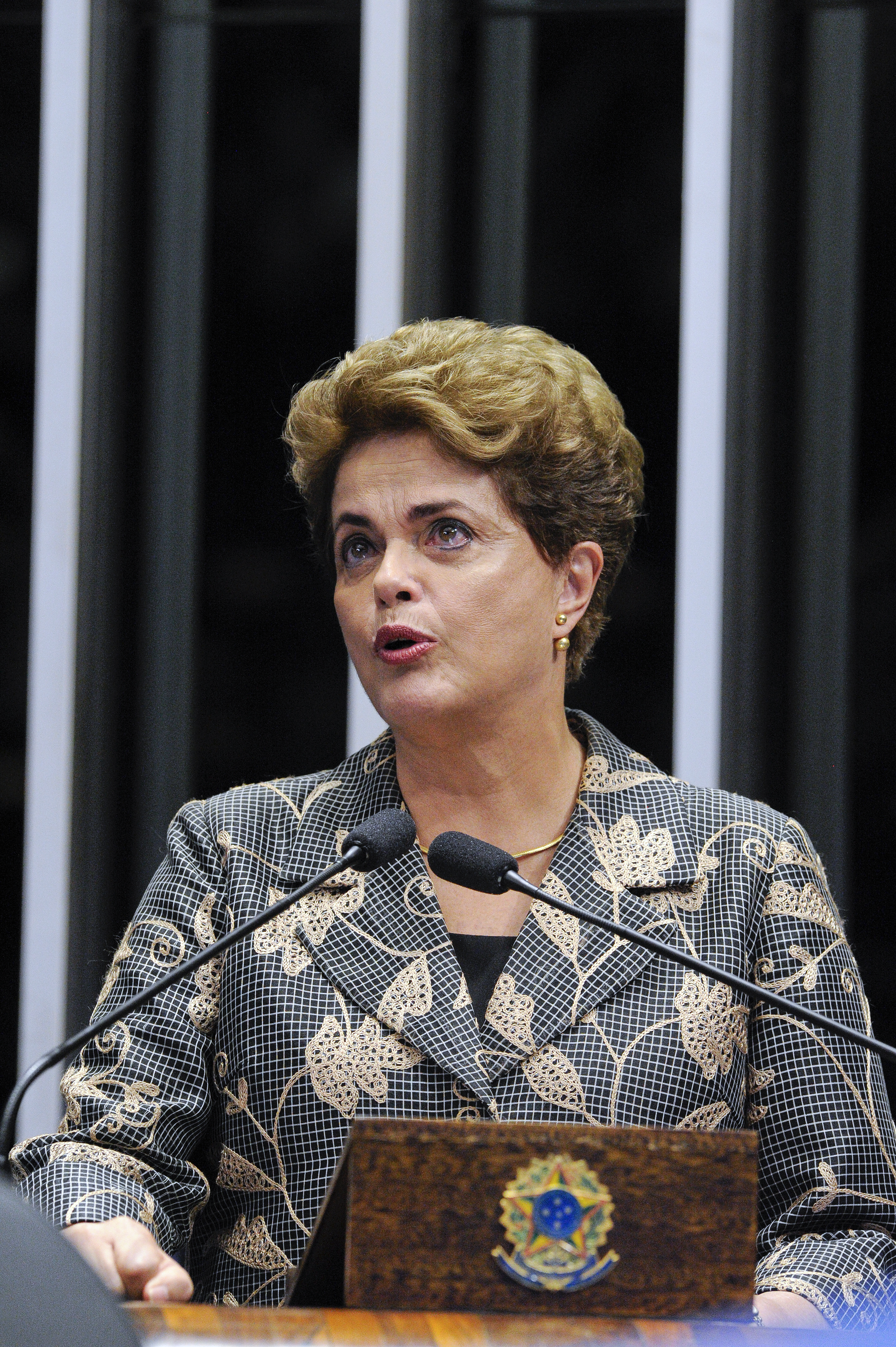
Dilma Rousseff argumentando su defensa ante el Senado Federal del Brasil en el juicio político de su proceso de destitución (30 de agosto de 2016).

Según los artículos 51, 52 y 85 de la Constitución del Brasil, el presidente de la República, los gobernadores y los alcaldes, así como sus respectivos subalternos, pueden ser acusados por la Cámara de Diputados y juzgados y destituidos por el Senado. La Constitución exige que dos tercios de los diputados voten a favor de la destitución y el mismo porcentaje de los senadores la respalden con una condena en el juicio posterior. Tras la sentencia, el titular del cargo tiene suspendidos sus derechos políticos por ocho años, lo que le impide postularse a cualquier cargo durante ese tiempo. El procedimiento está definido por la Lei do Impeachment 1.079/1950.
En 1955, la Cámara de Diputados y el Senado destituyeron de los presidentes João Café Filho y Carlos Luz, aunque no se siguió la citada ley especial porque los congresistas consideraron que la situación era extremadamente grave, con un alto riesgo de guerra civil, y finalizó los juicios en cuestión de horas, sin dar a los acusados el derecho a defenderse en ambas cámaras, casos poco conocidos por la población brasileña. En 1992, Fernando Collor de Mello renunció a la presidencia en medio de un proceso de juicio político. Sin embargo, el Senado votó para condenarlo y prohibirle ocupar cualquier cargo durante ocho años, ante la evidencia de soborno y apropiación indebida. En 2016, Dilma Rousseff enfrentó acusaciones de mala gestión presupuestaria y fue sometida a juicio político en la Cámara de Diputados y destituida por sentencia del Senado; fue reemplazada por el vicepresidente Michel Temer, quien había servido de presidente interino mientras el caso estaba en revisión en el Senado.

### Colombia
El artículo 178 de la Constitución de Colombia determina una atribución especial de la Cámara de Representantes:

Acusar ante el Senado, previa solicitud de la Comisión de Investigación y Acusación de la Cámara de Representantes, cuando hubiere causas constitucionales, al Presidente de la República o a quien haga sus veces y a los Miembros de la Comisión de Aforados.

Sobre el Senado, el artículo 174 indica:

Corresponde al Senado conocer de las acusaciones que formule la Cámara de Representantes contra el Presidente de la República o quien haga sus veces y contra los miembros de la Comisión de Aforados, aunque hubieren cesado en el ejercicio de sus cargos. En este caso, será competente para conocer los hechos u omisiones ocurridos en el desempeño de los mismos.

Más adelante, en el artículo 175, se establecen las reglas para los juicios en ese órgano. El juicio en la Corte Suprema de Justicia sigue las normas de procedimiento previstas en la ley 600 de 2000, según lo dispuesto en el artículo 533 de la Ley 906 de 2004.
La sentencia SU-431 de 2015 de la Corte Constitucional estableció que el juicio político no solo debía adelantarse cuando se investigara la responsabilidad de penal del jefe de Estado, entre otros funcionarios, sino también cuando se investigara su responsabilidad fiscal o disciplinaria.

### Chile
La acusación constitucional es un proceso constitucional, de naturaleza jurídico-política, contemplado por el ordenamiento jurídico chileno, y seguido ante el Congreso Nacional, para hacer efectiva la responsabilidad de altos funcionarios públicos. El procedimiento se dirige contra las autoridades taxativamente señaladas en la Constitución, por haber incurrido en alguna infracción constitucional, predeterminada por ésta, que justifica su destitución o inhabilitación para el ejercicio del cargo u otra función pública.
La figura ha sido regulada por la Constitución Política de 1828, de 1833, de 1925 y de 1980. En el procedimiento participan, eventualmente, las dos cámaras del Congreso, actuando la Cámara de Diputados como acusadora y el Senado como jurado.

### Corea del Sur

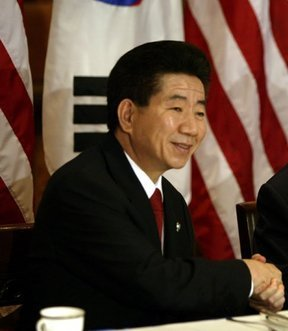
En 2004, Roh Moo-hyun fue destituido por la Asamblea Nacional de Corea del Sur, pero la sentencia fue anulada por la Corte Constitucional, que lo reinstaló en el cargo.

De acuerdo con el artículo 65 cláusula 1 de la Constitución de Corea del Sur, la Asamblea Nacional puede destituir al presidente, el primer ministro u otros miembros del Consejo de Estado, los miembros de la Corte Suprema y la Corte Constitucional si alguno viola la carta magna u otras leyes del deber oficial. La cláusula 2 establece que el proyecto de juicio político se propone con un tercio o más del total de miembros de la Asamblea Nacional y requerirá una votación mayoritaria, por dos tercios o más del total, para ser aprobado. Este artículo también establece que cualquier persona contra la cual se haya aprobado una moción de destitución será suspendida del ejercicio de su poder hasta que se haya realizado el juicio político y no se extenderá más allá del cese del cargo público, asegurándose de no eximir al acusado de responsabilidad civil o penal.
Dos presidentes han sido acusados desde la fundación de la sexta República de Corea y la adopción de la actual Constitución en 1987. La Asamblea Nacional destituyó a Roh Moo-hyun en 2004, pero el proceso fue anulado por la Corte Constitucional. En 2016 Park Geun-hye fue destituida por la Asamblea Nacional y, el 10 de marzo de 2017, la Corte Constitucional confirmó la sentencia; fue relevada provisionalmente en el cargo por el primer ministro Hwang Kyo-ahn a la espera de nuevas elecciones.

### Costa Rica
Ningún miembro de los Supremos Poderes (incluyendo al Presidente y los Vicepresidentes) puede ser destituido. Además, los miembros de los Supremos Poderes poseen un fuero de improcedibilidad penal mientras estén ejerciendo sus respectivos cargos. Sin embargo, este fuero puede ser levantado por la Asamblea Legislativa a petición de la Corte Suprema de Justicia en caso de ser acusados por el Ministerio Público de uno o más delitos y así, puedan ser sometidos a juicio.
Según el artículo 121 de la Constitución de Costa Rica, entre las funciones de la Asamblea Legislativa están:

9) Admitir o no las acusaciones que se interpongan contra quien ejerza la Presidencia de la República, Vicepresidentes, miembros de los Supremos Poderes y Ministros Diplomáticos, declarando por dos terceras partes de votos del total de la Asamblea si hay o no lugar a formación de causa contra ellos, poniéndolos, en caso afirmativo, a disposición de la Corte Suprema de Justicia para su juzgamiento;

10) Decretar la suspensión de cualquiera de los funcionarios que se mencionan en el inciso anterior, cuando haya de procederse contra ellos por delitos comunes;

Además, el artículo 151 establece que el presidente y los vicepresidentes no podrán ser juzgados penalmente hasta que la Asamblea Legislativa haya declarado «haber lugar a formación de causa penal».

### Ecuador
La Asamblea Nacional de Ecuador, de acuerdo al artículo 129 de la Constitución, tiene entre sus atribuciones:

10. Autorizar con la votación de las dos terceras partes de sus integrantes, el enjuiciamiento penal de la Presidenta o Presidente o de la Vicepresidenta o Vicepresidente de la República, cuando la autoridad competente lo solicite fundadamente.

Según el artículo 120, el enjuiciamiento político del jefe de Estado procede en caso de «delitos contra la seguridad del Estado», «delitos de concusión, cohecho, peculado o enriquecimiento ilícito» y «delitos de genocidio, tortura, desaparición forzada de personas, secuestro u homicidio por razones políticas o de conciencia», previo dictamen de admisibilidad de la Corte Constitucional, sin necesidad de enjuiciamiento penal previo. El artículo 130 indica que la Asamblea Nacional podrá destituir al presidente en caso de «arrogarse funciones que no le competan constitucionalmente, previo dictamen favorable de la Corte Constitucional» y «[p]or grave crisis política y conmoción interna». En ambos casos requiere el voto favorable de dos terceras partes de la Asamblea Nacional.

En un plazo máximo de siete días después de la publicación de la resolución de destitución, el Consejo Nacional Electoral convocará para una misma fecha a elecciones legislativas y presidenciales anticipadas para el resto de los respectivos periodos. La instalación de la Asamblea Nacional y la posesión de la Presidenta o Presidente electo tendrá lugar de acuerdo con lo previsto en la Constitución, en la fecha determinada por el Consejo Nacional Electoral.

El artículo 131 regula el enjuiciamiento político para «ministras o ministros de Estado, o de la máxima autoridad de la Procuraduría General del Estado, Contraloría General del Estado, Fiscalía General del Estado, Defensoría del Pueblo, Defensoría Pública General, Superintendencias, y de los miembros del Consejo Nacional Electoral, Tribunal Contencioso Electoral, Consejo de la Judicatura y Consejo de Participación Ciudadana y Control Social, y de las demás autoridades que la Constitución determine».
En 1997, el presidente Abdalá Bucaram fue destituido por el Congreso por cargos de corrupción e incapacidad mental, en un proceso controvertido y no contemplado en la Constitución de entonces.

### El Salvador
En el artículo 155 de la Constitución de El Salvador se menciona la posibilidad de «remoción» del presidente y vicepresidente de la República, que alude vagamente a las atribuciones de la Asamblea Legislativa en el artículo 131.

### Estados Unidos

#### Gobierno federal
El artículo I de la Constitución de los Estados Unidos estipula que los altos funcionarios del Gobierno federal pueden ser procesados por mandato de la Cámara de Representantes, mientras que el Senado tiene el poder exclusivo de juzgarlos:

Section. 2.

Clause 5: The House of Representatives shall chuse their Speaker and other Officers; and shall have the sole Power of Impeachment.
Section. 3.
Clause 6: The Senate shall have the sole Power to try all Impeachments. When sitting for that Purpose, they shall be on Oath or Affirmation. When the President of the United States is tried, the Chief Justice shall preside: And no Person shall be convicted without the Concurrence of two thirds of the Members present.

Clause 7: Judgment in Cases of Impeachment shall not extend further than to removal from Office, and disqualification to hold and enjoy any Office of honor, Trust or Profit under the United States: but the Party convicted shall nevertheless be liable and subject to Indictment, Trial, Judgment and Punishment, according to Law.
Sección 2.

Cláusula 5. La Cámara de Representantes elegirá a su presidente y demás funcionarios y será la única facultada para declarar que hay lugar para proceder en los casos de responsabilidades oficiales.
Sección 3.
Cláusula 6. El Senado poseerá el derecho exclusivo de juzgar sobre todas las acusaciones formuladas contra un alto cargo. Cuando se reúna con esta finalidad, sus miembros deberán prestar un juramento o protesta. Cuando se juzgue al presidente de los Estados Unidos deberá presidir el acto el presidente de la Corte Suprema. A ninguna persona se la condenará si no se alcanza un voto de dos tercios de los miembros presentes.

Cláusula 7. En los casos de acusaciones formuladas contra un alto cargo, el alcance de la sentencia no irá más allá de la destitución del cargo y la inhabilitación para ocupar y gozar de cualquier empleo honorífico, de confianza o remunerado en los Estados Unidos; no obstante, el condenado será responsable de sus actos y quedará sujeto a acusación, juicio, sentencia y sanción con arreglo a las leyes.

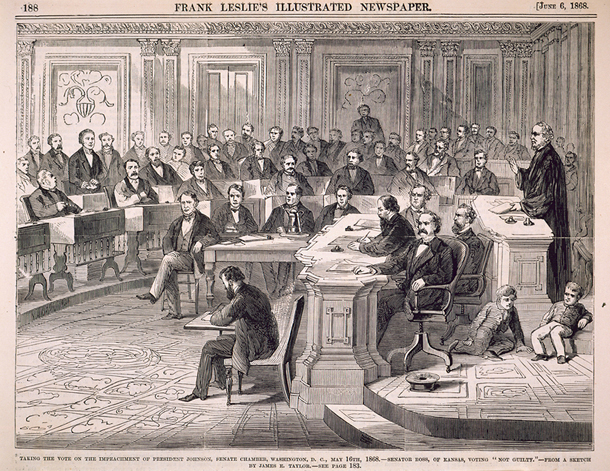
Deliberación durante las fases de audiencia en el Senado de los Estados Unidos sobre la solicitud de juicio político contra Andrew Johnson (16 de mayo de 1868).

A nivel federal, el proceso de destitución se resume en tres fases:
1. El Congreso comienza la investigación, que generalmente se realiza en el comité judicial de la Cámara de Representantes, aunque no es imperativo que esta la inicie. Por ejemplo, la investigación contra Richard Nixon comenzó en el comité judicial del Senado. De la misma forma, los hechos que llevaron al proceso de destitución de Bill Clinton se descubrieron por primera vez en el curso de una investigación realizada por el fiscal especial Kenneth Starr.
2. Por mayoría simple de los presentes y votantes, la Cámara de Representantes debe aprobar los artículos del juicio político, que constituyen el alegato formal o acusaciones. Tras su aprobación, el imputado queda oficialmente «acusado» (impeached).
3. El Senado juzga al acusado. En el caso de la destitución del presidente de los Estados Unidos, el presidente de la Corte Suprema dirige los procedimientos. Para la destitución de cualquier otro funcionario, la Constitución no dice quién preside, lo que sugiere que esta función recae en el vicepresidente de los Estados Unidos, presidente ex officio del Senado. La sentencia en el Senado requiere la concurrencia de una mayoría de dos tercios de los presentes. La condena es la destitución del cargo.

En el artículo II se mencionan los presuntos delitos para iniciar un impeachment contra el presidente, vicepresidente y «todos los funcionarios civiles», los cuales son «traición, cohecho u otros delitos y faltas graves» (Treason, Bribery, or other high Crimes and Misdemeanors). Debido a que el significado preciso de la frase «delitos y faltas graves» no está definido en la propia Constitución, el cumplimiento se rige por la interpretación del Congreso, especialmente desde que la Corte Suprema decidió en la sentencia de Nixon v. United States (1993) que no tiene autoridad para determinar si el Senado «juzgó» adecuadamente a un acusado. No obstante, el Congreso ha identificado tres tipos generales de conducta que constituyen motivos de juicio político, aunque estas categorías no deben entenderse como exhaustivas: 1) exceder o abusar indebidamente de los poderes de su cargo; 2) comportamiento incompatible con la función y el propósito del cargo; y 3) uso indebido del cargo para un propósito inapropiado o beneficio personal. El citado artículo también prohíbe al presidente utilizar su poder de perdón federal en casos de juicio político. La vigesimoquinta enmienda de la Constitución corrigió el teórico vacío legal en la sucesión si el presidente es «depuesto de su cargo» (removal of the President from office).

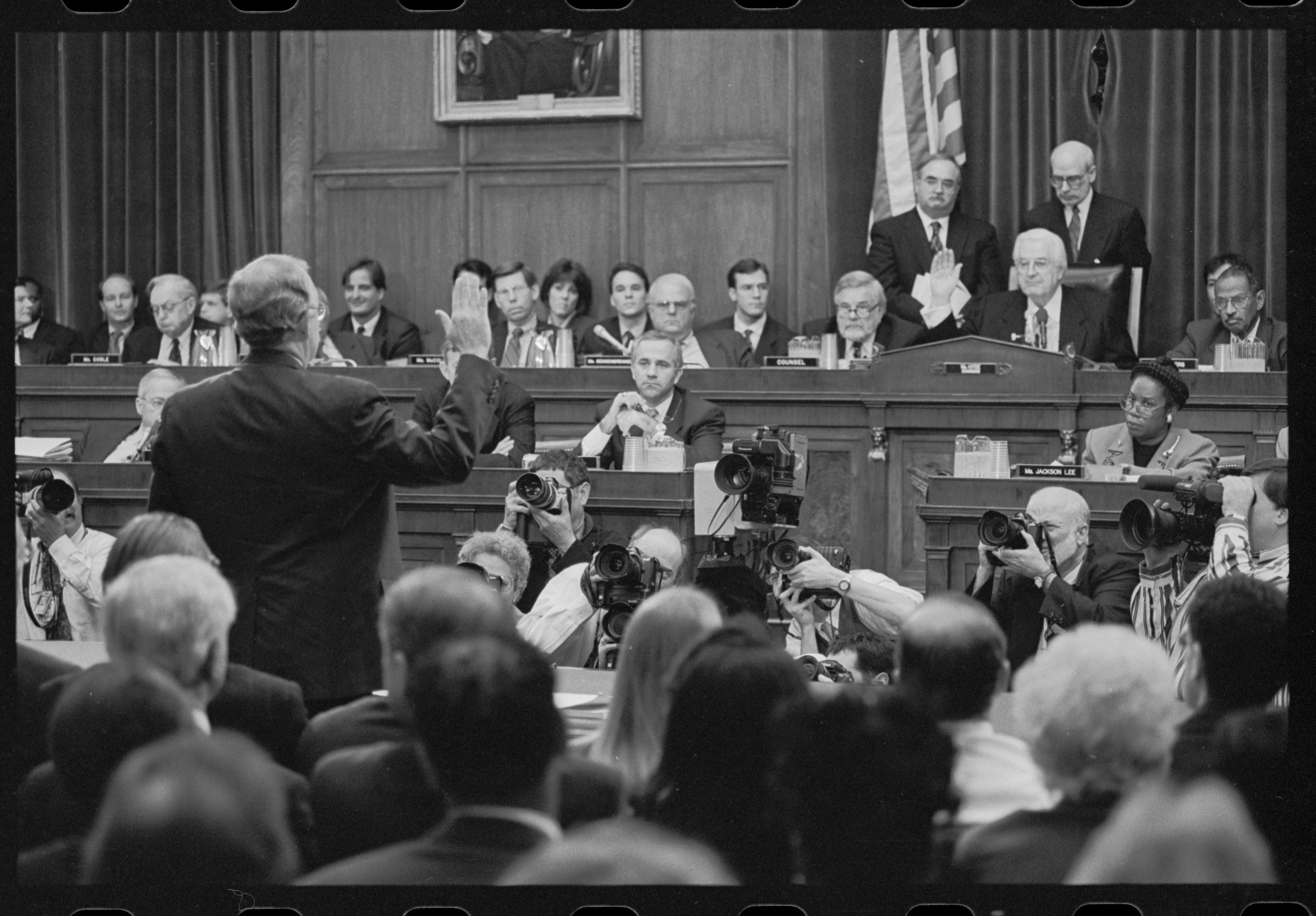
El fiscal especial Kenneth Starr testificando en noviembre de 1998 ante el comité judicial de la Cámara de Representantes sobre su investigación de la relación del presidente Clinton con Monica Lewinsky.

La institución del juicio político se ha utilizado en la mayoría de los casos para destituir a miembros de la judicatura, porque, dicen sus defensores, como la Constitución establece el principio de cargo vitalicio, era la única forma de cesarlos. El primero de estos casos fue el del juez federal John Pickering (en 1804). Antes del caso Pickering, en 1797 el Congreso había discutido la posibilidad de remover al senador William Blount, acusado de urdir la incitación de los creeks y cheroquis para que ayudaran a los británicos a conquistar el territorio español de la Florida Occidental. Sin embargo, el Congreso decidió no proceder con el juicio político; a partir de ese momento, excluyeron a los miembros del poder legislativo como sujetos pasivos, con el argumento de que las dos ramas del Congreso tienen otras herramientas para remover a uno de sus integrantes, como la expulsión, y la Constitución únicamente se refiere a miembros del Ejecutivo. Dicha expulsión desvincula al individuo de su rol de representante o senador por su mala conducta (artículo I sección 5 cláusula 2), pero, a diferencia del juicio político, no puede resultar en la exclusión de un individuo de ocupar un cargo futuro.
De 1789 a 2007, la Cámara de Representantes había iniciado sesenta y dos procedimientos de juicio político y ha enviado a juicio a veinte funcionarios federales.
- Sobre sus puestos:[57]
  - Quince jueces federales: trece jueces de las cortes de distrito (John Pickering, James H. Peck, West Hughes Humphreys, Mark W. Delahay, Charles Swayne, George W. English, Harold Louderback, Halsted L. Ritter, Harry E. Claiborne, Alcee Hastings, Walter Nixon, Samuel B. Kent y Thomas Porteous), un juez de las cortes de circuito (Robert W. Archbald) y un juez asociado de la Corte Suprema (Samuel Chase).
  - Tres presidentes: 
    - Andrew Johnson, en 1868,[c] por supuestamente haber violado la Tenure of Office Act (Ley de Tenencia del Cargo), cuando intentó reemplazar a Edwin M. Stanton, secretario de Guerra, mientras el Congreso estaba en receso, entre otros presuntos abusos del poder presidencial. Su proceso de destitución terminó en absolución en el Senado, presidido por Salmon P. Chase, con el voto decisivo de Edmund G. Ross.[59]
    - William J. Clinton, en 1998 (H. Res. 611),[d] a raíz de un escándalo sexual con su becaria Monica Lewinsky. No obstante, el motivo detrás del inicio del proceso no fue el escándalo en sí, sino más bien el falso testimonio de Clinton, confirmado por Lewinsky. El Senado finalmente lo absolvió después de un juicio político presidido por William H. Rehnquist.[61]

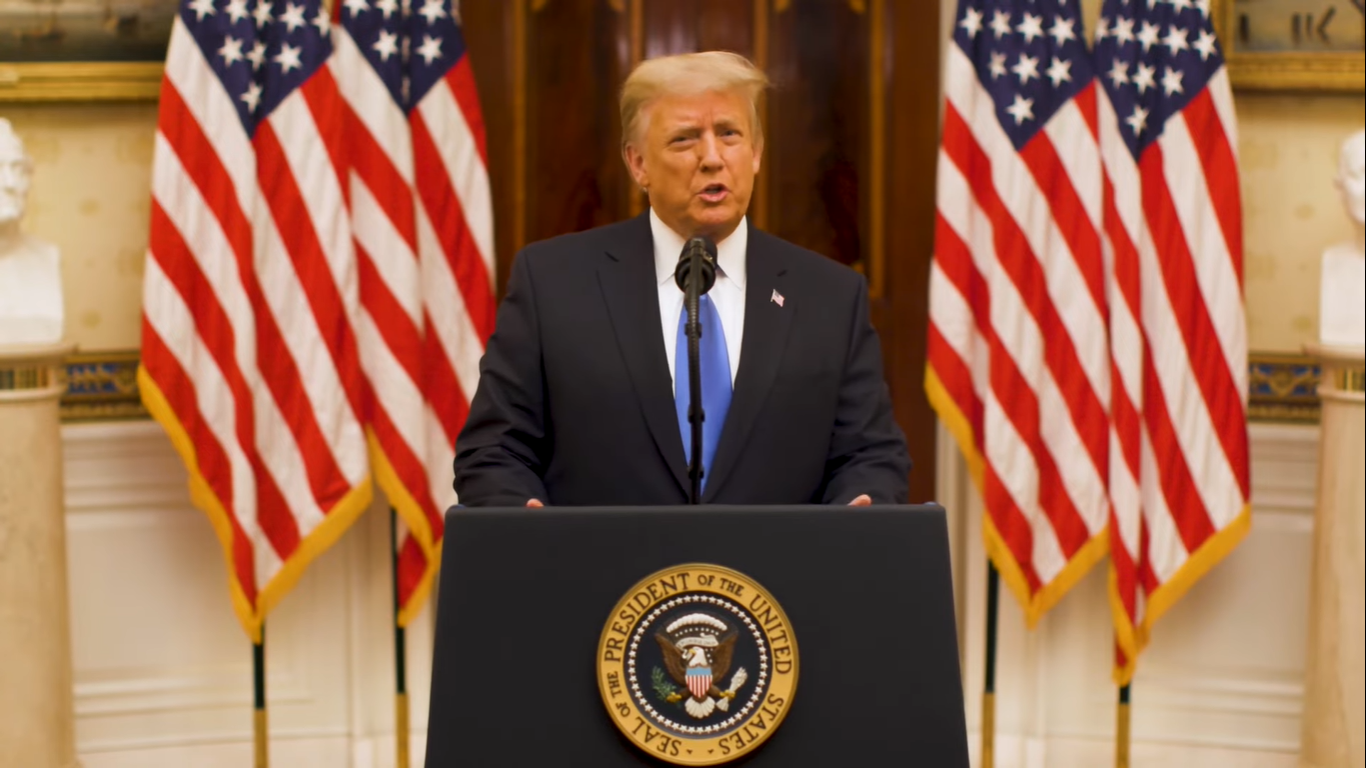
Donald Trump es el único presidente acusado y sometido a juicio político dos veces en la historia de los Estados Unidos.

    - Donald Trump es el único presidente acusado y sometido a juicio político dos veces en la historia de los Estados Unidos.Donald J. Trump en dos ocasiones:
      - En 2019 (H. Res. 755),[e] luego del escándalo político por supuestamente haber presionado al presidente ucraniano Volodímir Zelenski para que investigara al precandidato presidencial demócrata y exvicepresidente Joe Biden y su familia, especialmente a su hijo Hunter. A cambio, el Gobierno estadounidense entregaría 250 millones de dólares en ayuda para luchar contra los separatistas prorrusos en el este de Ucrania. El 5 de febrero de 2020, su primer proceso de destitución terminó en absolución en el Senado, presidido por John G. Roberts, Jr.[63]
      - En 2021, Trump fue acusado por presunta «incitación a la insurrección» (H. Res. 24)[f] por los hechos acaecidos en el asalto al Capitolio federal en medio de sus esfuerzos por revertir a su favor los resultados de las elecciones presidenciales del 3 de noviembre de 2020. La acusación alude a una llamada telefónica de Trump con el secretario de Estado de Georgia, Brad Raffensperger, entre otras comunicaciones con funcionarios estatales y locales, para presionarlo a cambiar los resultados en ese estado;[65] también los denunciantes argumentan que Trump estimuló las protestas en Washington D. C. y el irrupción de los manifestantes en el Congreso desde una semana antes.[66] Previamente, la bancada opositora del Partido Demócrata exigió la activación de los procedimientos de sucesión anticipada en la vigesimoquinta enmienda o de lo contrario daría paso a la acusación, pero el vicepresidente Mike Pence rechazó el ultimátum porque sería un «terrible precedente».[67] El 13 de febrero de 2021, su segundo proceso de destitución terminó en absolución en el Senado, presidido por Patrick Leahy.[68][g] Trump es el único presidente de los Estados Unidos y el único titular de un cargo federal que ha sido sometido al proceso de destitución dos veces en la historia del país;[72][h] también es el segundo funcionario federal llevado a juicio político después de haber concluido su mandato.[i]

  - Un secretario del Gabinete (William W. Belknap).
  - Un senador federal (William Blount).
- Sobre las imputaciones:[57]
  - Ninguno ha sido acusado de traición. (En 1797, el senador Blount fue acusado, entre otros cargos, de ayudar a Gran Bretaña a capturar territorio español en Florida y Luisiana. En 1862, el juez Humphreys fue acusado y condenado por ponerse del lado de la Confederación y tomar un puesto de juez de ese país durante la guerra civil.)
  - Tres han sido acusados de soborno. De ellos, dos procedieron a juicio y fueron removidos (jueces Archibald y Hastings); el otro renunció antes del juicio (secretario Belknap).
  - Los restantes fueron imputados por faltas de la categoría de «delitos y faltas graves».
- Sobre la condena:[75]
  - Uno fue expulsado del Congreso (senador Blount).
  - Tres no llegaron a juicio porque los funcionarios renunciaron al cargo.
  - Nueve fueron absueltos.
  - Ocho recibieron condena, todos ellos jueces; uno de estos, el exjuez Alcee Hastings, destituido en 1989,[76] fue elegido representante federal por el 23.º distrito congresional de Florida en 1993.

En 1974 la Cámara inició un proceso contra Richard M. Nixon, surgido de la investigación de la conspiración Watergate. Sin embargo, los procedimientos no se completaron porque Nixon presentó su dimisión, evento único en la historia política del país, antes de que la Cámara votara sobre los artículos de juicio político.
También hubo intentos de abrir el proceso contra los presidentes John Tyler (en 1843), James Buchanan, Jr. (1860), Ulysses S. Grant (1876), S. Grover Cleveland (1896), Herbert C. Hoover, Sr. (1932), Harry S. Truman (1952), Lyndon B. Johnson (1968), Ronald W. Reagan (1983 y 1987), George H. W. Bush (1991), George W. Bush (2008), Barack H. Obama (2012, 2014 y 2016) y Joseph R. Biden, Jr. (2021).

#### Gobierno estatal y local
Las legislaturas estatales, a excepción de la de Oregón, pueden acusar a sus funcionarios estatales, como los gobernadores. El tribunal para el juicio de destitución puede diferir un poco del modelo federal y entre cada estado: por ejemplo, en Nueva York la Asamblea Estatal (Cámara Baja) abre el proceso y el Senado juzga el caso, pero los siete jueces de la Corte de Apelaciones (el tribunal constitucional de mayor rango del estado) se incorporan con los senadores en el jurado, según el artículo VI § 24 de la Constitución estatal.
La acusación y la destitución de gobernadores ha ocurrido ocasionalmente a lo largo de la historia de los Estados Unidos, generalmente por cargos de corrupción. Al menos once gobernadores estatales se han enfrentado a un proceso de destitución; un duodécimo, el gobernador Lee Cruce, de Oklahoma, superó la condena del juicio político por un solo voto en 1912. Varios otros, como Eric Greitens de Misuri o Ricardo Rosselló de Puerto Rico, han renunciado en lugar de enfrentar un impeachment, cuando los eventos parecían hacerlo inevitable. El juicio político más reciente de un gobernador estatal ocurrió el 14 de enero de 2009, cuando la Cámara de Representantes de Illinois votó 117-1 para acusar a Rod Blagojevich por cargos de corrupción; el 29 de enero el Senado lo separó del cargo y lo inhabilitó para ejercer cargos públicos en el futuro. Fue el octavo gobernador sometido al proceso y el cuarto en ser destituido.
El procedimiento para la destitución de funcionarios locales varía ampliamente. Por ejemplo, en Nueva York, el gobernador puede remover directamente a un alcalde «al ser escuchado» bajo acusación; la ley no especifica qué cargos son necesarios o qué debe encontrar el gobernador para destituir al alcalde.
En 2018, la Cámara de Delegados de Virginia Occidental destituyó a toda la Corte Suprema de Apelaciones estatal por cargos relacionados con corrupción, gasto excesivo y falta de supervisión.

### Francia
En 1887, a causa del escándalo de las condecoraciones, el presidente Jules Grévy se vio obligado a renunciar después de una votación del Parlamento, que era una forma de destitución sin fundamento jurídico en las leyes constitucionales de la Tercera República. Esto debilitó definitivamente el poder del jefe de Estado en la Tercera República.
Desde la revisión constitucional del 23 de febrero de 2007, la Constitución de 1958 de la Quinta República incluye un procedimiento conocido como la destitution (artículo 68), en que el presidente de la República puede ser cesado del cargo por el Parlamento si ha violado deliberadamente la Constitución o las leyes nacionales. El proceso de juicio político está codificado en la ley orgánica n.º 2014-1392 del 24 de noviembre de 2014, que establece tres condiciones:
- La Asamblea Nacional o el Senado puede activar el procedimiento mediante la adopción, por mayoría de dos tercios de los miembros, de una propuesta de sesión constitutiva del Parlamento en el Tribunal Superior (Haute Cour).
- Una segunda asamblea debe reunirse para deliberar la propuesta dentro de quince días. Si no la adopta, el procedimiento se archiva. El Tribunal Superior debe resolver en el plazo de un mes si procede la destitución del jefe de Estado si se ha demostrado «incumplimiento de sus deberes manifiestamente incompatible con el ejercicio de su mandato» (en cas de manquement à ses devoirs manifestement incompatible avec l’exercice de son mandat). El jurado es dirigido por el presidente de la Asamblea Nacional.
- La votación de los parlamentarios es secreta y la delegación del voto está prohibida. Se necesita la mayoría de las dos terceras partes de los miembros del Tribunal Superior para pronunciar la destitución del presidente.

Debido a que los parlamentarios carecen de ningún poder judicial, el Tribunal Superior no es una corte en el sentido estricto, a diferencia del Tribunal de Justicia de la República (Cour de justice de la République) que trata los casos de mala conducta ministerial.

### Filipinas
Se siguen procedimientos similares a los de los Estados Unidos. Los párrafos 2 y 3 del artículo XI de la Constitución de las Filipinas establecen que la Cámara de Representantes tiene el poder exclusivo de iniciar los casos de juicio político contra el presidente, el vicepresidente, los miembros de la Corte Suprema, los miembros de las Comisiones Constitucionales (Comisión Electoral, Comisión de Servicio Público y Comité de Auditoría) y el Defensor del Pueblo. Cuando un tercio de sus miembros ha respaldado los artículos de juicio político, se envían al Senado, constituido en tribunal, para juzgar y decidir el caso.
Una diferencia importante con respecto a los procedimientos estadounidenses que solo se requiere un tercio de los miembros de la Cámara de Representantes para aprobar la moción de destitución del presidente, a diferencia de una mayoría simple de los presentes y votantes en su contraparte de Estados Unidos. En el Senado, miembros seleccionados de la Cámara de Representantes actúan como fiscales, mientras los senadores toman el rol de jueces, con el presidente del Senado dirigiendo los procedimientos (el presidente de la Corte Suprema se incorpora si el jefe de Estado está en juicio). Al igual que en Estados Unidos, condenar al funcionario en cuestión requiere que un mínimo de dos tercios (16 de 24 miembros) del Senado. Si el proceso no tiene éxito o el funcionario es absuelto, no se pueden presentar nuevos casos contra el acusado durante un año completo.
En 2001, el presidente Joseph Estrada enfrentó un juicio político del Senado bajo cargos de corrupción, pero el proceso terminó abruptamente a mediados de enero cuando los fiscales organizaron una huelga luego de que los senadores votaron en contra de la apertura de un documento que no tenía ninguna relación con los casos presentados ante el tribunal. Ante la situación inestable en el país tras tres días de protestas, Estrada renunció y fue sucedido por su vicepresidenta Gloria Macapagal Arroyo. En 2012, el presidente de la Corte Suprema, Renato Corona, fue destituido por el Senado por no haber revelado el estado de sus activos, pasivos y patrimonio neto al público.

### Honduras
La Constitución Política de Honduras establece, en su artículo 205, que dentro de las funciones del Congreso Nacional se encuentra la ejecución del procedimiento de juicio político, «de acuerdo con el procedimiento establecido en la Ley Especial del Juicio Político, a los servidores públicos y por las causas establecidas en el artículo 234 de la misma Constitución».
El artículo 234 regula este proceso y establece que se procederá contra el presidente de la República, designados presidenciales, magistrados de la Corte Suprema de Justicia, diputados del Congreso Nacional y Parlamento Centroamericano, corporaciones municipales y los servidores públicos electos por el Congreso Nacional en tanto que existan en su contra denuncias graves sobre el desempeño de su cargo, por actuar de forma contraria a la Constitución o al interés nacional y por manifestar negligencia, incapacidad o incompetencia para el desempeño del cargo. Si la denuncia va contra el presidente, el proceso de enjuiciamiento y destitución deberá ser aprobado por tres cuartas partes de la totalidad de los diputados; en los demás casos, será por dos tercios de la cámara.
El proceso consta de dos etapas:
1. Etapa investigativa: durará lo establecido en la ley especial que al efecto se emita.
2. Etapa de discusión y votación: durará hasta cinco días, contados desde la presentación del informe al pleno por parte de la comisión especial.

El presidente de la República solo puede ser destituido de su cargo por el Congreso Nacional mediante juicio político.
Antes de que se introdujera formalmente el proceso de juicio político en 2013, la falta de dicho proceso fue un factor importante que resultó en una crisis política en 2009 que culminó con el derrocamiento del presidente Manuel Zelaya. El 8 de mayo, Zelaya propuso un proceso de consulta popular con la intención de modificar la Constitución para legalizar la reelección presidencial consecutiva y extender su mandato. El 23 de junio, el Congreso Nacional aprobó una ley para prohibir dicho plebiscito, pero Zelaya no respetó la resolución y ordenó al Ejército la distribución de las boletas para celebrar la votación. Tres días después, la Corte Suprema de Justicia lo declaró culpable de los delitos de traición a la patria, abuso de autoridad y usurpación de funciones. El 28 de junio, Zelaya fue arrestado y forzosamente expulsado hacia Costa Rica; el Congreso admitió su supuesta carta de renuncia y designó como presidente interino al presidente del Congreso Nacional, Roberto Micheletti, quien entregó el poder a Porfirio Lobo el 27 de enero de 2010 tras ganar las elecciones del año anterior.

### México
Como parte de la reforma constitucional de diciembre de 1982, el artículo 76 fracción VII de la Constitución de México permite a la Cámara de Senadores «erigirse en Jurado de sentencia para conocer en juicio político de las faltas u omisiones que cometan los servidores públicos y que redunden en perjuicio de los intereses públicos fundamentales y de su buen despacho, en los términos del artículo 110 de esta Constitución». El artículo al que hace referencia indica: 

Podrán ser sujetos de juicio político los senadores y diputados al Congreso de la Unión, los ministros de la Suprema Corte de Justicia de la Nación, los Consejeros de la Judicatura Federal, los Secretarios de Despacho, los diputados a la Asamblea del Distrito Federal, el Jefe de Gobierno del Distrito Federal, el Fiscal General de la República, el Procurador General de Justicia del Distrito Federal, los magistrados de Circuito y jueces de Distrito, los magistrados y jueces del Fuero Común del Distrito Federal, los Consejeros de la Judicatura del Distrito Federal, el consejero Presidente, los consejeros electorales, y el secretario ejecutivo del Instituto Nacional Electoral, los magistrados del Tribunal Electoral, los integrantes de los órganos constitucionales autónomos, los directores generales y sus equivalentes de los organismos descentralizados, empresas de participación estatal mayoritaria, sociedades y asociaciones asimiladas a éstas y fideicomisos públicos.

Los Gobernadores de los Estados, Diputados Locales, Magistrados de los Tribunales Superiores de Justicia Locales, en su caso, los miembros de los Consejos de las Judicaturas Locales, así como los miembros de los organismos a los que las Constituciones Locales y el Estatuto de Gobierno del Distrito Federal les otorgue autonomía, sólo podrán ser sujetos de juicio político en los términos de este Título por violaciones graves a esta Constitución y a las leyes federales que de ella emanen, así como por el manejo indebido de fondos y recursos federales, pero en este caso la resolución será únicamente declarativa y se comunicará a las Legislaturas Locales para que, en ejercicio de sus atribuciones, procedan como corresponda.
Las sanciones consistirán en la destitución del servidor público y en su inhabilitación para desempeñar funciones, empleos, cargos o comisiones de cualquier naturaleza en el servicio público.
Para la aplicación de las sanciones a que se refiere este precepto, la Cámara de Diputados procederá a la acusación respectiva ante la Cámara de Senadores, previa declaración de la mayoría absoluta del número de los miembros presentes en sesión de aquella Cámara, después de haber sustanciado el procedimiento respectivo y con audiencia del inculpado.
Conociendo de la acusación la Cámara de Senadores, erigida en Jurado de sentencia, aplicará la sanción correspondiente mediante resolución de las dos terceras partes de los miembros presentes en sesión, una vez practicadas las diligencias correspondientes y con audiencia del acusado.

Las declaraciones y resoluciones de las Cámaras de Diputados y Senadores son inatacables.

El jefe de Estado y los gobernadores de los estados no son sujetos de juicio político. El artículo 111 detalla esto: «Por lo que toca al Presidente de la República, sólo habrá lugar a acusarlo ante la Cámara de Senadores en los términos del artículo 110. En este supuesto, la Cámara de Senadores resolverá con base en la legislación penal aplicable.». Los casos en los que el presidente puede ser acusado aparecen en el artículo 108:

El Presidente de la República, durante el tiempo de su encargo, sólo podrá ser acusado por traición a la patria y delitos graves del orden común.

### Panamá
El artículo 160 de la Constitución de Panamá dispone las funciones judiciales de la Asamblea Nacional:

Es función judicial de la Asamblea Nacional conocer de las acusaciones o denuncias que se presenten contra el Presidente de la República y los Magistrados de la Corte Suprema de Justicia, y juzgarlos, si a ello diere lugar, por actos ejecutados en el ejercicio de sus funciones en perjuicio del libre funcionamiento del poder público o violatorios de esta Constitución o las leyes.

El artículo 191 establece las causas para iniciar el proceso de destitución en el caso del jefe de Estado y su subalterno:

El Presidente y el Vicepresidente de la República sólo son responsables en los casos siguientes:
1. Por extralimitación de sus funciones constitucionales.
2. Por actos de violencia o coacción en el curso del proceso electoral; por impedir la reunión de la Asamblea Nacional; por obstaculizar el ejercicio de las funciones de esta o de los demás organismos o autoridades públicas que establece la Constitución.
3. Por delitos contra la personalidad internacional del Estado o contra la Administración Pública.

En los dos primeros casos, la pena será de destitución y de inhabilitación para ejercer cargo público por el término que fije la Ley. En el tercer caso, se aplicará el derecho común.

### Paraguay
El artículo 225 de la Constitución del Paraguay establece el procedimiento de juicio político:

El Presidente de la República, el Vicepresidente, los ministros del Poder Ejecutivo, los ministros de la Corte Suprema de Justicia, el Fiscal General del Estado, el Defensor del Pueblo, el Contralor General de la República, el Subcontralor y los integrantes del Tribunal Superior de Justicia Electoral, sólo podrán ser sometidos a juicio político por mal desempeño de sus funciones, por delitos cometidos en el ejercicio de sus cargos o por delitos comunes.

La acusación será formulada por la Cámara de Diputados, por mayoría de dos tercios. Corresponderá a la Cámara de Senadores, por mayoría absoluta de dos tercios, juzgar en juicio público a los acusados por la Cámara de Diputados y, en su caso, declararlos culpables, al sólo efecto de separarlos de sus cargos. En los casos de supuesta comisión de delitos, se pasarán los antecedentes a la justicia ordinaria.

Los artículos 193 y 194 regulan la citación e interpelación de varios funcionarios ante las cámaras del Congreso. El presidente y vicepresidente de la República y los magistrados judiciales están exentos de este artículo en materia jurisdiccional (artículo 195). Por dos tercios de los votos, ambas cámaras pueden emitir un «voto de censura» y recomendar la remoción del jefe de Estado u otro cargo ya mencionado.

### Perú
La Constitución del Perú, en su artículo 99, detalla la atribución especial de la Comisión Permanente del Congreso para acusar a varios cargos políticos:

Corresponde a la Comisión Permanente acusar ante el Congreso: al Presidente de la República; a los representantes a Congreso; a los Ministros de Estado; a los miembros del Tribunal Constitucional; a los miembros del Consejo Nacional de la Magistratura; a los vocales de la Corte Suprema; a los fiscales supremos; al Defensor del Pueblo y al Contralor General por infracción de la Constitución y por todo delito que cometan en el ejercicio de sus funciones y hasta cinco años después de que hayan cesado en éstas.

Más adelante, en el artículo 100, se presenta el procedimiento legislativo del cese del funcionario hallado culpable, así como los recursos judiciales para revertirla:

Corresponde al Congreso, sin participación de la Comisión Permanente, suspender o no al funcionario acusado o inhabilitarlo para el ejercicio de la función pública hasta por diez años, o destituirlo de su función sin perjuicio de cualquiera otra responsabilidad.

El acusado tiene derecho, en este trámite, a la defensa por sí mismo y con asistencia de abogado ante la Comisión Permanente y ante el Pleno del Congreso.
En caso de resolución acusatoria de contenido penal, el Fiscal de la Nación formula denuncia ante la Corte Suprema en el plazo de cinco días. El Vocal Supremo Penal abre la instrucción correspondiente.
La sentencia absolutoria de la Corte Suprema devuelve al acusado sus derechos políticos.

Los términos de la denuncia fiscal y del auto apertorio de instrucción no pueden exceder ni reducir los términos de la acusación del Congreso.

El artículo 117 menciona las condiciones para la destitución del jefe de Estado, referida en el inciso 5 del artículo 113:

El Presidente de la República sólo puede ser acusado, durante su período, por traición a la patria; por impedir las elecciones presidenciales, parlamentarias, regionales o municipales; por disolver el Congreso, salvo en los casos previstos en el artículo 134 de la Constitución, y por impedir su reunión o funcionamiento, o los del Jurado Nacional de Elecciones y otros organismos del sistema electoral.

Por otro lado, en el Perú existe el procedimiento análogo de vacancia por incapacidad moral, contemplado en el inciso 2 del citado artículo 113. Este proceso es distinto al de destitución (especificado en el artículo 99 y bajo las infracciones establecidas en el artículo 117), pues ocurre a partir de una declaración del Congreso, que, de ser aprobada, origina un vacío de poder, por lo cual se procede con la sucesión legal. Dicha declaratoria de incapacidad moral, regulada en el Reglamento del Congreso de la República, es considerada por la doctrina jurídica peruana como un juicio político sui generis.

### Reino Unido

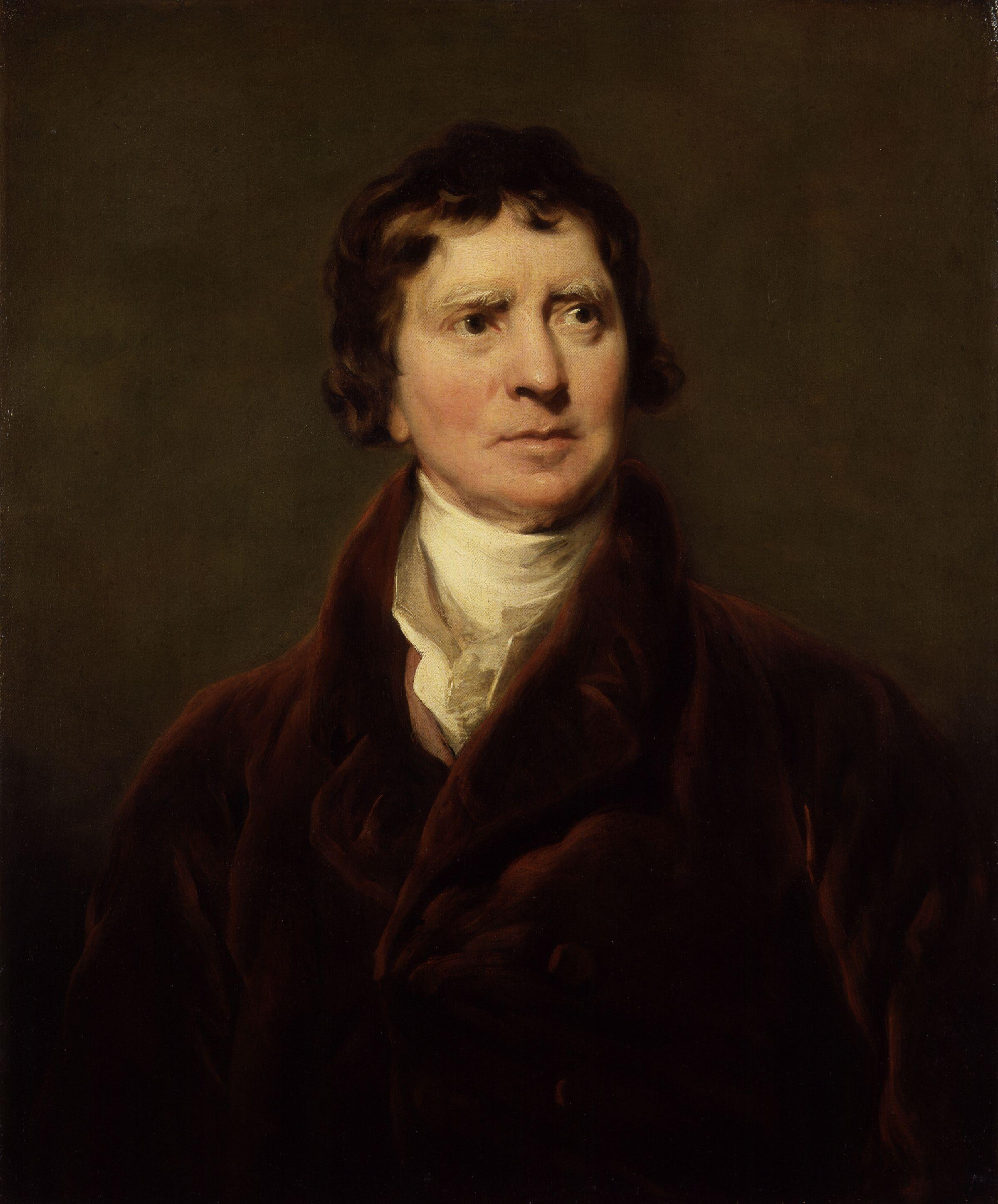
En 1806, Henry Dundas, primer vizconde de Melville, fue la última persona sometida a juicio político en el Reino Unido, por apropiación indebida de dinero público.

El proceso de destitución tiene sus orígenes en el siglo XIV y se instituyó para poder juzgar a los altos cargos de la Corona, por infracciones graves en el ejercicio del deber, como la traición. La Cámara de los Comunes era la encargada de iniciar el proceso, aunque el juicio se llevaba a cabo en la Cámara de los Lores. El juicio político acarreaba sanciones administrativas e incluso penales, si así lo sentenciaban. A diferencia de una bill of attainder (una declaración que sentencia a alguien culpable de un delito), el impeachment no requería el consentimiento real y, por ende, podía usarse para despedir a los molestos oficiales de la Corona a pesar de la protección del monarca.
El primer impeachment documentado fue el dirigido por Peter de la Mare, presidente de la Cámara de los Comunes, contra William Latimer en 1376. En total, hubo aproximadamente 70 de estos juicios políticos, principalmente en los siglos XIV, XVII y XVIII, alrededor de una cuarta parte entre 1640 y 1642. En ese momento, era la única forma en que la Cámara de los Comunes podía deshacerse de un funcionario de alto rango designado por la Corona. En 1820, el rey Jorge IV solicitó al Parlamento que disolviera, bajo cargos de adulterio, su matrimonio con Carolina de Brunswick-Wolfenbüttel, quien salió absuelta; el caso tomó notoriedad porque comenzó como un proceso de juicio político, pero luego derivó en una declaración de rechazos y sanciones. El último proceso de destitución que se llevó a cabo fue el de Henry Dundas en 1806. Hubo además un último intento en 1848, cuando el diplomático David Urquhart acusó al ministro Henry Temple de haber firmado un tratado secreto con la Rusia imperial y de recibir dinero de Nicolás I; Temple sobrevivió a la votación en la Cámara los Comunes y los lores no escucharon el caso.
La evolución del régimen parlamentario provocó que el jefe de Estado perdiera parte de su poder, de modo que debe rendir cuentas ante el Parlamento. Sin embargo, fracasaron varios intentos de abolir oficialmente el proceso en la segunda mitad del siglo siglo XX. Los detractores del recurso de impeachment señalan que es innecesario, porque en realidad el poder del primer ministro proviene de la legislatura. Si la Cámara de los Comunes ya no lo apoya, los parlamentarios pueden destituir al primer ministro con la aprobación de una moción de censura, lo que conduce al nombramiento de su sustituto o a elecciones generales. En 1999, el Comité Conjunto de Privilegios Parlamentarios revisó las recomendaciones sobre abandonar formalmente el impeachment y declaró que «las circunstancias en las que se ha llevado a cabo la impugnación ahora están tan alejadas del presente que el procedimiento puede considerarse obsoleto».
En abril de 1977, la conferencia anual de los Jóvenes Liberales aprobó por unanimidad una moción en la que pedía al líder del Partido Liberal, David Steel, que actuara por la acusación contra Ronald King Murray, abogado de Su Majestad, por su manejo del asunto del error judicial de Patrick Meehan en Escocia. Steel no realizó tal solicitud, pero Murray —más tarde senador del Colegio de Justicia de Escocia— estuvo de acuerdo en que el recurso de impeachment aún era válido. El 25 de agosto de 2004, Adam Price, parlamentario de Plaid Cymru, anunció su intención de enviar a juicio político al primer ministro Tony Blair por su rol en la participación del Reino Unido en la invasión de Irak en 2003. Le consultó al líder de la Cámara de los Comunes, Peter Hain, si confirmaría que el recurso de impeachment aún estaba disponible, recordándole que, como presidente de los Jóvenes Liberales, había apoyado el intento de destitución de Murray. Hain respondió citando el informe del Comité Conjunto de 1999 y el consejo del secretario de la Cámara de los Comunes de que el procedimiento «efectivamente murió con la llegada del gobierno parlamentario totalmente responsable».
El 29 de septiembre de 2019, The Sunday Times reportó que algunos políticos de la oposición en la Cámara de los Comunes estuvieron considerando procedimientos de juicio político, al menos políticamente simbólicos, contra el primer ministro Boris Johnson «bajo la acusación de falta grave en relación con la prórroga ilegal del Parlamento», así también por su amenaza de violar la ley al no cumplir con la European Union (Withdrawal) (No. 2) Act 2019, que exige, en ciertas circunstancias, solicitar una extensión a la fecha de salida del país de la Unión Europea del 31 de octubre de 2019. Si bien fracasaron los esfuerzos de sus opositores, Johnson en 2004 había respaldado los infructuosos procedimientos de juicio político contra su rival político Tony Blair por «altos crímenes y delitos menores» con respecto a la guerra de Irak.

### República Dominicana
El artículo 83 de la Constitución de la República Dominicana establece que una de las atribuciones exclusivas de la Cámara de Diputados es:

Acusar ante el Senado a las y los funcionarios públicos elegidos por voto popular, a los elegidos por el Senado y por el Consejo Nacional de la Magistratura, por la comisión de faltas graves en el ejercicio de sus funciones. La acusación sólo podrá formularse con el voto favorable de las dos terceras partes de la matrícula. Cuando se trate del Presidente y el Vicepresidente de la República, se requerirá el voto favorable de las tres cuartas partes de la matrícula. La persona acusada quedará suspendida en sus funciones desde el momento en que la Cámara declare que ha lugar la acusación;

### Rusia
El presidente puede ser destituido si tanto la Duma Estatal —que inicia el proceso con la formación de un comité especial de investigación— como el Consejo de la Federación aprueban con una mayoría de dos tercios a favor de la destitución. Acto seguido, la Corte Suprema declara al jefe de Estado culpable de traición o algún delito igualmente grave contra la nación y la Corte Constitucional confirma que el trámite constitucional del proceso de destitución se realizó correctamente.
Entre 1995-1999, la Duma Estatal hizo varios intentos para destituir al entonces presidente Borís Yeltsin, pero nunca tuvieron un número suficiente de votos para que el proceso avanzara al Consejo de la Federación.

### Uruguay
La Constitución del Uruguay, en su artículo 172, determina las condiciones para la destitución del jefe de Estado:

El Presidente de la República no podrá ser acusado, sino en la forma que señala el artículo 93 y aun así, sólo durante el ejercicio del cargo o dentro de los seis meses siguientes a la expiración del mismo durante los cuales estará sometido a residencia, salvo autorización para salir del país, concedida por mayoría absoluta de votos del total de componentes de la Asamblea General, en reunión de ambas Cámaras.

Cuando la acusación haya reunido los dos tercios de votos del total de los componentes de la Cámara de Representantes, el Presidente de la República quedará suspendido en el ejercicio de sus funciones.

El referido artículo 93 indica:

Compete a la Cámara de Representantes el derecho exclusivo de acusar ante la Cámara de Senadores a los miembros de ambas Cámaras, al Presidente y el Vicepresidente de la República, a los Ministros de Estado, a los miembros de la Suprema Corte de Justicia, del Tribunal de lo Contencioso Administrativo, del Tribunal de Cuentas y de la Corte Electoral, por violación de la Constitución u otros delitos graves, después de haber conocido sobre ellos a petición de parte o de algunos de sus miembros y declarado haber lugar a la formación de causa.

El artículo 102 establece:

A la Cámara de Senadores corresponde abrir juicio público a los acusados por la Cámara de Representantes o la Junta Departamental, en su caso, y pronunciar sentencia al solo efecto de separarlos de sus cargos, por dos tercios de votos del total de sus componentes.

Quien haya sido separado de su cargo por lo anterior queda sujeto a juicio en los tribunales (artículo 103).